# Эспоо
Э́споо или Эспо (фин. Espoo [ˈespoː], швед. Esbo [ˈɛsbo] Эсбу) — город и муниципалитет в Финляндии, второй по величине город страны (314 152 человек по состоянию на 2023 года). Площадь Эспоо составляет 528,03 км², из которых 312,29 км² — суша, 17,94 км² приходится на внутренние воды, а остальные 197,80 км² — море. Город расположен на юге страны, на берегу Финского залива Балтийского моря, западнее Хельсинки, в районе Уусимаа. Являясь городом-спутником Хельсинки, входит в состав так называемого столичного региона, включающего в себя также Хельсинки, Ванта и Кауниайнен.
Эспоо официально считается двуязычным (финский и шведский) городом. С 2017 года английский язык объявлен «языком обслуживания» (a service language), и споры о том, стоит ли сделать его официальным наравне с финским и шведским (или даже вместо шведского), продолжают вестись. Большинство населения Эспоо, 83,6 %, говорит по-фински как на родном языке, в то время как меньшинство, 8,3 %, говорит на шведском. Для 8 % населения Эспоо финский и шведский языки родными не являются.
На 2012 год Эспоо был наименее дотационным муниципалитетом Финляндии, осуществляющим свою деятельность за счёт внутреннего самофинансирования. По результатам муниципальных выборов 2012 года доля женщин в городском совете Эспо была наибольшей в Финляндии (более 53 %). Председателем городского совета в 2013—2015 годах был Тимо Сойни, лидер партии Истинные финны.
День города в Эспоо отмечается 27 августа.

## История
В 1920 году Эспоо был сельским районом с населением около 9000 человек, из которых 70% были шведоязычными. Сельское хозяйство было основным источником доходов, около 75% населения жили фермерством. Кауниайнен отделился от Эспоо в 1920 году и получил статус города одновременно с Эспоо в 1972 году.
Эспоо начал быстро расти в 1940-х и 1950-х годах. Он быстро развился из сельского района в полностью самодостаточный промышленный город, получив статус города в 1972 году. Из-за близости к Хельсинки Эспоо стал популярен среди людей, работающих в столице. За 50 лет с 1950 по 2000 год население выросло с 22000 до 210000 человек. С 1945 года большинство жителей Эспоо финноязычны. На 2006 год доля шведоязычных составляет всего 9%. Население продолжает расти, хотя и не так быстро.

## Население
| Год  | Население |
| ---- | --------- |
| 1901 | 15 340    |
| 1910 | 78 910    |
| 1920 | 8817      |
| 1930 | 11 370    |
| 1940 | 13 378    |
| 1950 | 22 874    |
| 1960 | 53 042    |
| 1970 | 92 655    |

| Год  | Население |
| ---- | --------- |
| 1980 | 133 835   |
| 1985 | 153 019   |
| 1990 | 169 833   |
| 1995 | 186 507   |
| 2000 | 209 667   |
| 2005 | 227 472   |
| 2006 | 231 704   |
| 2007 | 236 301   |
| 2017 | 258 683   |
| 2022 | 305 003   |

## Транспорт
18 ноября 2017 года в город пришла западная линия Хельсинкского метрополитена. Пригородные поезда, управляемые оператором HSL, связывают город как с центром Хельсинки, так и с другими городами, например, Киркконумми и Сунтио. В летнее время действует велопрокат.

## Спорт
В городе базируется футбольный клуб Хонка, выступающий в высшей лиге чемпионата Финляндии по футболу — Вейккауслиге, а также хоккейный клуб Эспоо Блюз, выступающей в финской СМ-Лиге.
С 8 по 14 марта 1999 года на льду Барона Арены прошли матчи 5-го чемпионата мира по хоккею с шайбой среди женских команд, в том числе финальный матч, а также матч за 3-е место, в котором команда хозяев обыграла сборную команду Швеции со счетом 8:2 и стала пятикратным бронзовым призёром чемпионатов мира среди женских команд.

## Культура и искусство
В Эспоо с 1985 года расположен «Молодёжный театр» (швед. Unga Teatern) — старейший в Финляндии театр для детей и юношества.
Эспоо — родина известной мелодик дэт-метал группы Children of Bodom и большинства её участников. В Эспоо находится и само озеро Бодом, трагическая история на берегах которого дала название группе. Также Эспоо является родиной для электро-индастриал коллектива RTPN.

## Достопримечательности
- Храм мормонов
- Штаб-квартира компании Fortum
- Университет Аалто
- Аквапарк «Серена»
- Штаб квартира компании Microsoft Mobile
- Штаб квартира компании Nokia
- Штаб квартира компании HMD
- Штаб квартира разработчиков видеоигр Remedy Entertainment
- Штаб квартира разработчиков видеоигр Rovio Entertainment
- Офис Финского государственного научно-исследовательского центра (VTT),

## Галерея

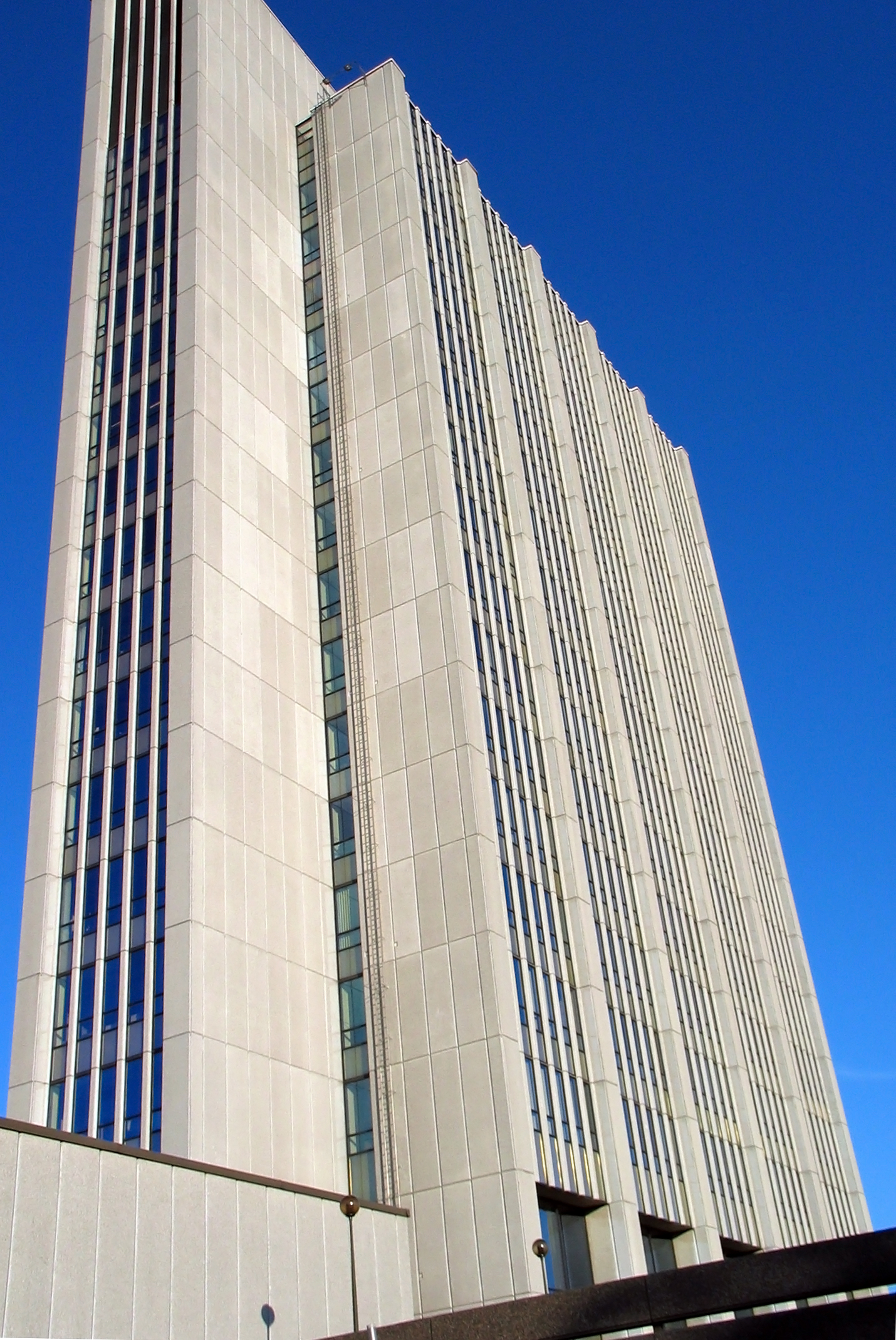
Головной офис компании Fortum, Кеиланиеми, Эспоо
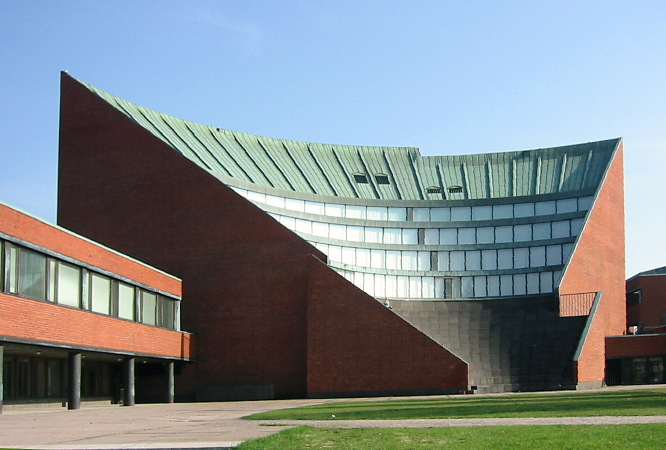
Главное здание университета Аалто, Отаниеми, Эспоо
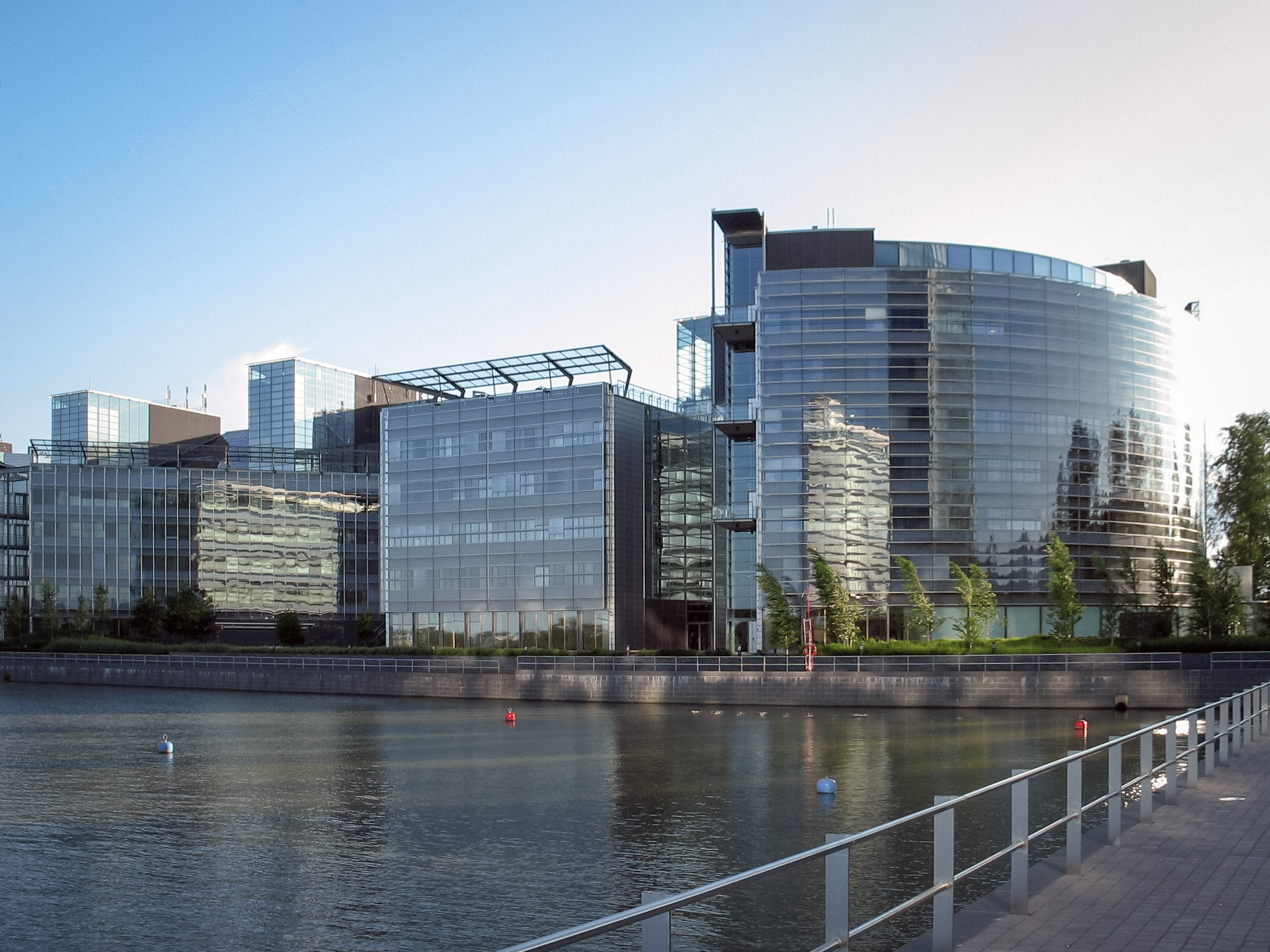
Головной офис Microsoft Mobile в Кеиланиеми
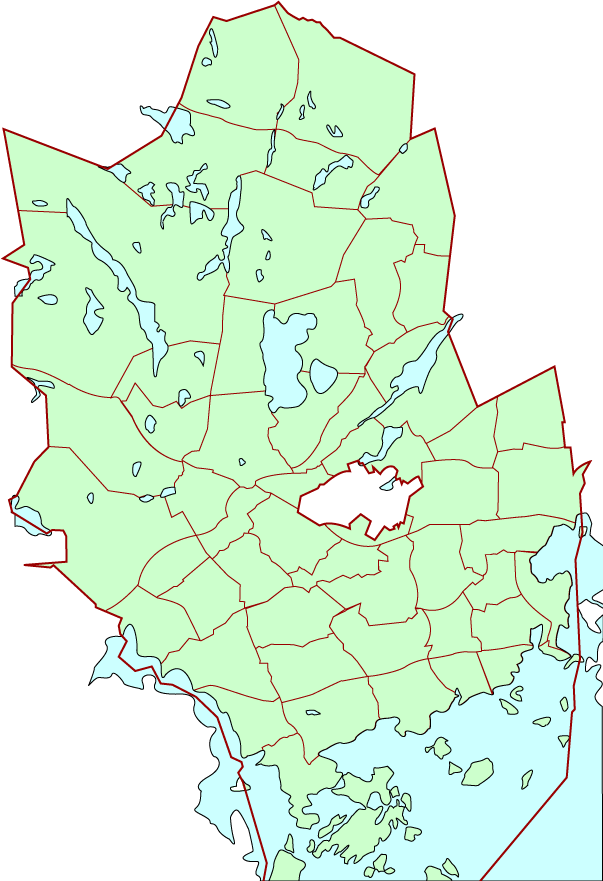
55 районов Эспоо
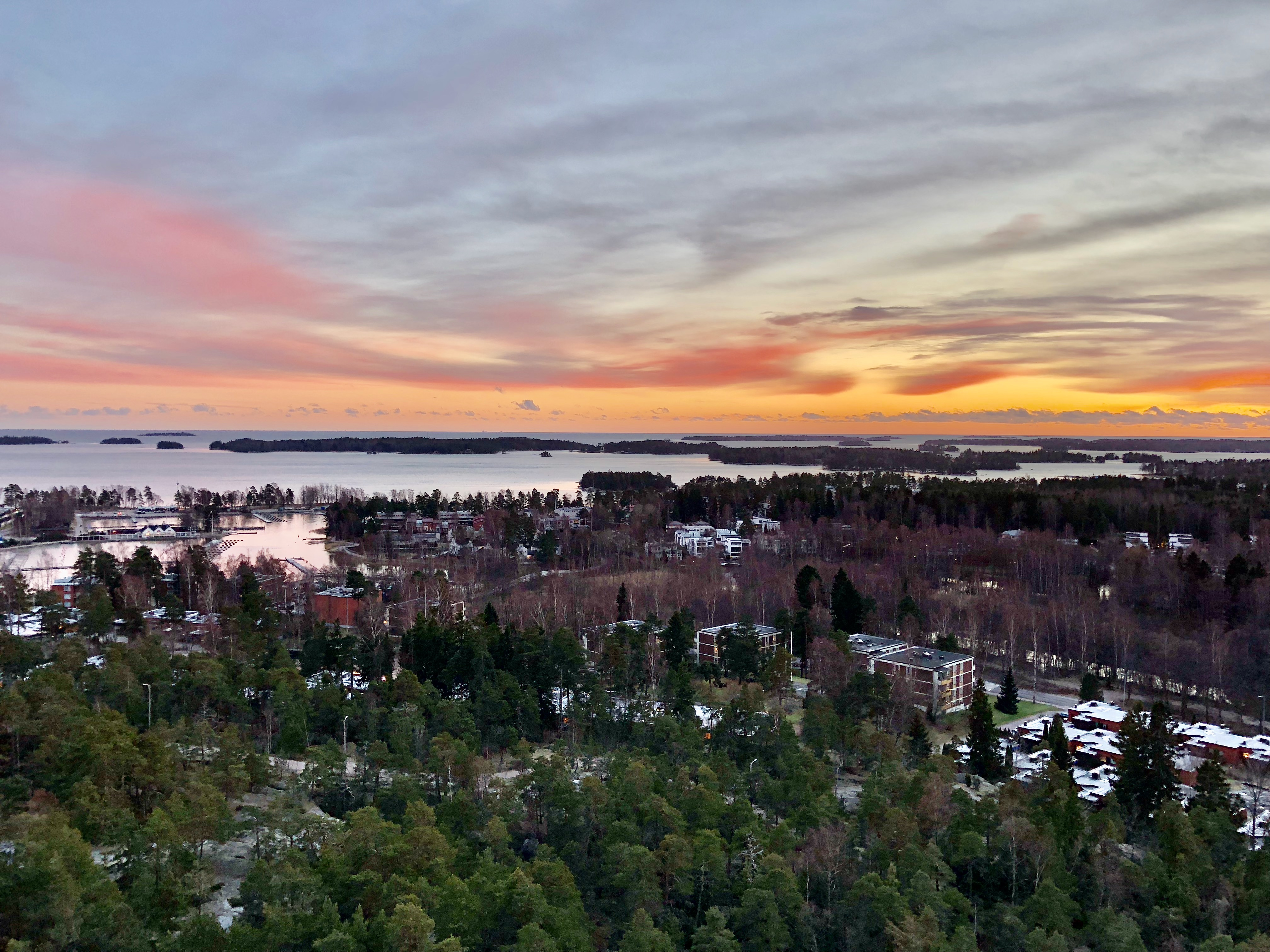
Вид с башни Haikaranpesä

## Города-побратимы
- Эстергом, Венгрия
- Гатчина, Россия
- Ирвинг, США
- Кёге, Дания
- Конгсберг, Норвегия
- Кристианстад, Швеция
- Нымме, Эстония
- Сёйдауркроукюр, Исландия
- Шанхай, Китай
- Кривой Рог, Украина

## Персоналии
- Лаура Лепистё — фигуристка, получившая первую в истории страны золотую медаль чемпионата Европы в одиночном разряде.
- Петри Линдроос — вокалист известной фолк-метал-группы Ensiferum, ex-вокалист группы Norther.
- Кими Райкконен — известный гонщик Формулы-1 .
- Хелви Хямяляйнен — финская писательница.
- Сами Ярви — писатель, сценарист Remedy Entertainment.
- Роберт де Калуве — священник, иконописец, художник.
- Сакари Юркка (1923—2012) — финский актёр театра и кино, режиссёр, театральный деятель.
- Алекси Лайхо  - финский гитарист-виртуоз, вокалист.